# Симбіоз

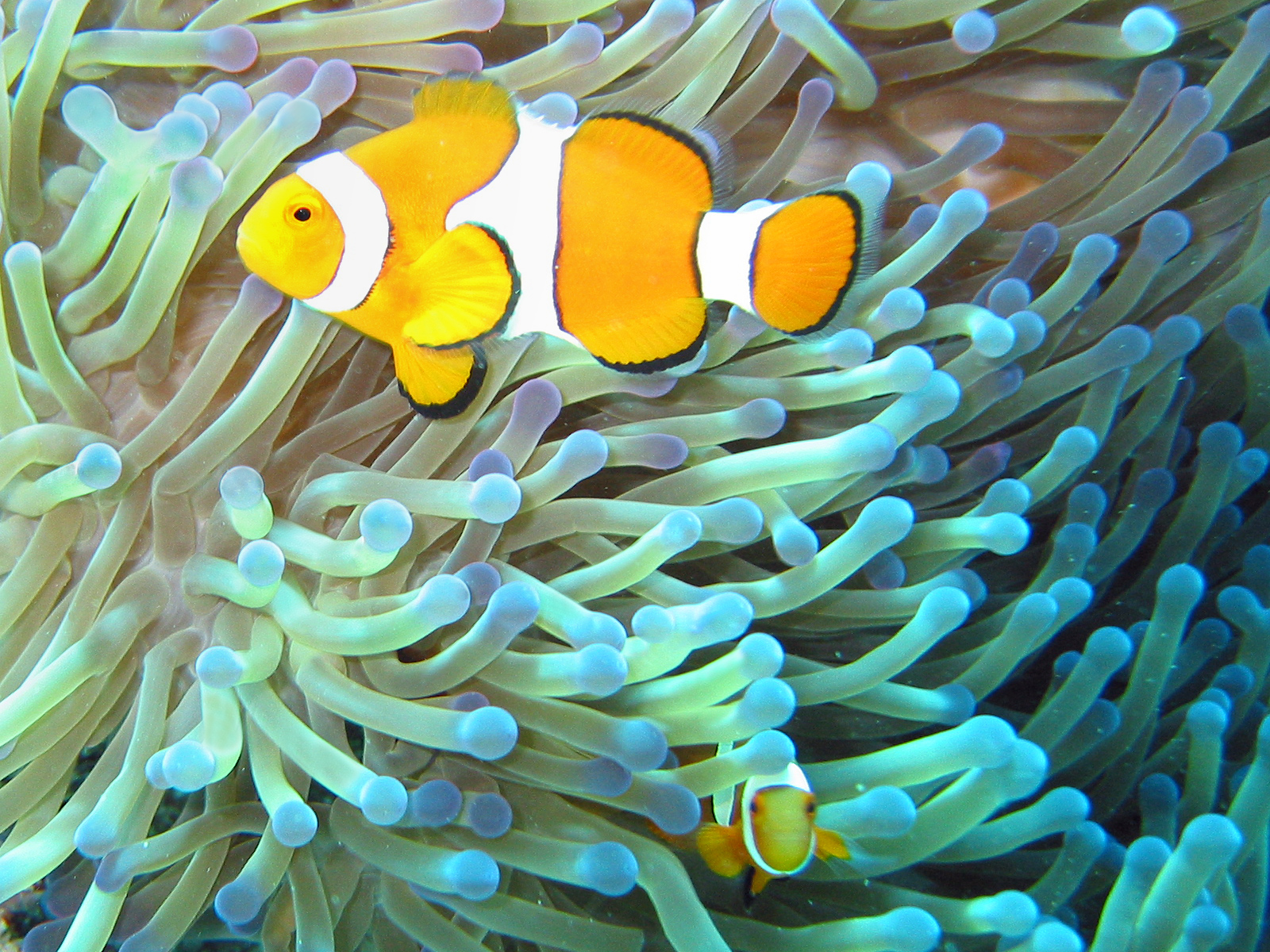
Анемонова риба (Amphiprion ocellaris) у своєму домі — морському анемоні (Heteractis magnifica).

Симбіо́з — взаємодія й співіснування різних біологічних видів в екосистемі.
У природі зустрічається широкий спектр прикладів взаємовигідного симбіозу. Від шлункових і кишкових бактерій, без яких було б неможливе травлення, до рослин (часто орхідеї), чий пилок може поширювати лише один, певний вид комах. Такі відносини завжди успішні, коли вони збільшують шанси обох партнерів на виживання. Здійснювані в ході симбіозу дії або вироблювані речовини є для партнерів істотними і незамінними. У взагальненому розумінні такий симбіоз — проміжна ланка між взаємодією і злиттям.
У ширшому науковому розумінні симбіоз є будь-якою формою взаємодії між організмами різних видів, зокрема:
- Мутуалізм — співіснування різних видів, за якого вони отримують взаємну користь і в природі не існують один без одного, тобто їхній взаємозв'язок є облігатним
- Паразитизм — форма симбіозу організмів різних видів, з яких один (паразит) використовує іншого (хазяїна) як середовище мешкання та джерело живлення, покладаючи на нього (частково або повністю) регуляцію відносин з навколишнім середовищем. Для того, щоб використовувати хазяїна, паразитові не потрібно його вбивати (іноді хазяїн гине, але це не є необхідною умовою його використання).
- Хижацтво — форма симбіозу видів, за якої організми одного виду (хижаки) живляться організмами іншого виду (жертвою), вступаючи в безпосередній контакт.
- Коменсалізм — форма симбіозу, за якої організми одного виду (коменсали) отримують користь від організмів іншого виду, не зашкодивши йому, але й не приносячи користі.
- Аменсалізм — тип взаємодії між організмами різних видів, за якої один вид пригнічує життєдіяльність іншого, але при цьому не зазнає впливу у відповідь. Наприклад, світлолюбні трав’янисті види, що ростуть під деревами, зазнають пригнічення в результаті затінення, натомість для самого дерева сусідство може бути нейтральним.

Різновид симбіозу — ендосимбіоз, коли один з партнерів живе усередині клітини іншого.
Наука про симбіоз називається симбіологія.

## Приклади симбіозів

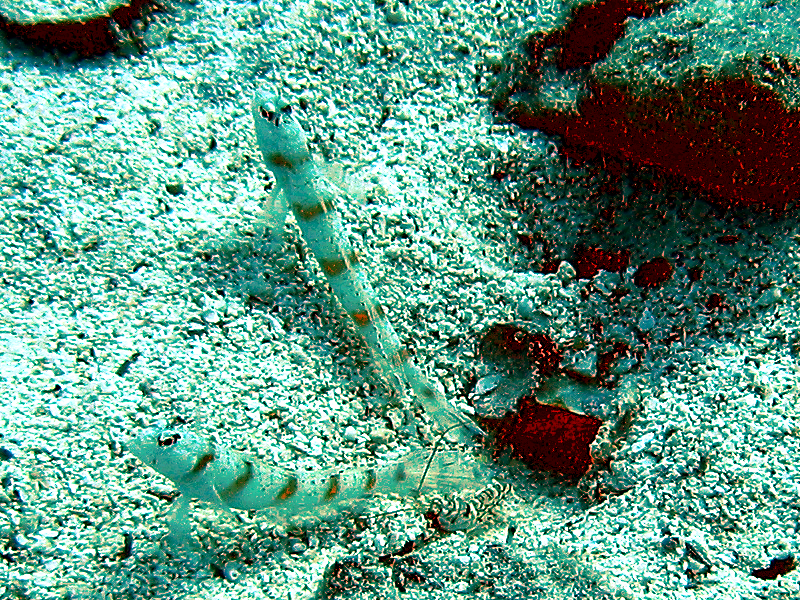
Деякі види риби живуть в симбіозі з креветками.

- Запилення квіткових рослин комахами, в ході якого комахи харчуються нектаром.
- Транспортування насіння рослин тваринами, які поїдають плоди і виділяють неперетравлене насіння разом з послідом у іншому місці.
- Лишайник складається з гриба й водорості. Водорость в результаті фотосинтезу проводить органічні речовини (вуглеводи), що використовуються грибом, а той поставляє воду і мінеральні речовини.
- Деякі мурашки захищають («пасуть») попелицю і замість цього одержують від неї виділення, що містять цукор.
- Багато грибів одержують від дерева живильні речовини і забезпечує його мінеральними речовинами (мікориза).
- Біологи виявили взаємовигідне співробітництво між мурахами Camponotus schmitzi, що мешкають на Борнео, і комахоїдними рослинами непентесами (Nepenthes bicalcarata)[1]. Це перший відомий випадок мутуалізму між комахами і комахоїдними рослинами.

Непентес мешкає на бідних поживними речовинами торф'яних болотах і змушений отримувати азот та інші елементи від комах, що падають у своєрідний глечик з травними ферментами. Виявляється, що в цьому хижій рослині допомагають інші комахи — мурашки.

Вчені порівняли непентеси, заселені і не заселені мурашиними колоніями. У рослин зіставили такі параметри, як площа листя, їхнє забарвлення, хімічний та ізотопний склад. Виявилося, що в тих рослинах, які позбавлені сусідів-мурашок, вміст азоту в листках було майже втричі менший, ніж у тих, які були заселені колоніями. Фактично, рослини, позбавлені допомоги сусідів, постійно перебували в стані азотного голодування і не могли повноцінно розвиватися.

Мурахи доглядали за непентесами: очищали краї глечика, щоб вони завжди залишалися гладкими, видаляли з глечика занадто велику неперетравлену здобич і навіть проганяли довгоносиків, які намагалися поласувати пагонами рослини. Але найголовніша послуга з боку мурах для квітки полягала в тому, що комахи залишали свої продукти життєдіяльності рослині і, таким чином, підгодовували її. Більшу частину азоту, як показав ізотопний аналіз, непентес отримував саме від мурашок.

У подяку рослина надавала мурашкам спеціалізовані пагони, в яких вони влаштовували свої житла. Крім того, непентиси підгодовували комах нектаром.
Світна бактерія Photorhabdus живе поперемінно то в круглих черв'яках, де вона виступає в ролі корисного співмешканця, то в комахах, для яких вона — смертельний патоген. Перехід з одного стану в інший супроводжується радикальними змінами властивостей бактеріальних клітин. Мікроби перетворюються з патогенної P-форми в мутуалістичну M-форму за рахунок невеликої оборотної генетичної зміни — повороту ( інверсії) регуляторної ділянки геному — промотора madswitch. Якщо промотор знаходиться в положенні «включено», бактерії виробляють речовини, необхідні для мирного життя в тілі хробака. Розворот промотора в положення «вимкнуто» позбавляє бактерії здатності проникати в клітини хробака, зате дозволяє їм виробляти токсини, смертельні для комах, а також антибіотики та інші речовини, необхідні для спільного життя бактерій і черв'яків в тілі убитої комахи. Інверсія промотора здійснюється двома спеціальними ферментами — ДНК-інвертази, причому відбувається це більш-менш випадково. Переважання P-форм в тілі комахи і M-форм в клітинах хробака, мабуть, пояснюється відбором, тобто селективною перевагою, яке мають ці форми в різних умовах.

### Мушки-пірати
Симбіотичні відносини з мікроскопічними грибками перетворили мушок-галиць на справжніх піратів — грибки дозволяють їм «нападати» навіть на незнайомі і неїстівні для них рослини і успішно паразитувати на них.
Ці мушки є майже справжніми піратами. Вони використовують гриби як «кораблі», які дозволяють їм вільно плавати по «морю геномів» і «брати на абордаж» навіть ті рослини, які генетично далеко відстоять від тих представників флори, якими мушки можуть харчуватися самостійно.
Порівняли дієту та інші особливості декількох сотень мушок з родини галиць, що харчуються соками рослин всередині здуття на поверхні їхнього листя. Біологи практично відразу виявили, що мушок можна розділити на дві великі групи — «звичайних» галиць і симбіотичних комах, пристосованих до співіснування з грибками роду Botryosphaeria.
Даний грибок, на відміну від самих комах, пристосованих до паразитизму на одному виді флори, здатний заражати безліч різних рослин. Завдяки цьому, симбіоз з Botryosphaeria дозволив комахам значно розширити свій раціон. За розрахунками біологів, дані мушки вражають у 7 разів більше типів рослинності, ніж їхні «звичайні» побратими, незважаючи на значно меншу кількість видів симбіотичних галиць.
Іншим, більш важливим наслідком симбіозу між грибками і мушками стало прискорення їхньої еволюції. Зокрема, цей феномен виявився в тому, що в одному з родів симбіотичних мушок в 1,5 рази більше видів, ніж в спорідненій йому групі звичайних галиць. Даний факт свідчить на користь того, що симбіоз є одним з найважливіших двигунів еволюції.

### Гриби-агрономи
Європейські вчені досліджували симбіотичні відносини між грибами і ґрунтовими бактеріями. Це тривіальне завдання вони вирішували за допомогою оцінки потоків речовин від грибів до бактерій і від бактерій до грибів на різних стадіях життєвого циклу грибів, отримавши у результаті зовсім нетривіальний результат. Виявилося, що взаємодія грибів і бактерій дуже нагадує сільськогосподарську практику. Гриби вирощують поряд з собою певну бактеріальну монокультуру, підгодовують її, збирають урожай, зберігаючи його у спеціальних місцях, та ще й запасаються «розсадою» для наступних посівів. Цей підхід до тлумачення симбіотичних відносин серед нижчих організмів суттєво збагачує наші уявлення і про власну землеробську діяльність, і про еволюцію симбіозу у грибів і бактерій.

## Симбіоз і еволюція
У земній біосфері, в якій найбільші шанси на виживання має в своєму розпорядженні найбільш пристосований, загальна користь симбіозних відносин має велике значення для розуміння еволюції. Здатність використовувати допомогу інших видів і їхніх здібностей може принести швидку і значну вигоду. На початку ця допомога використовується односторонньо у формі паразитизму, але в ході часу завдяки обопільному пристосуванню ці відносини можуть стати взаємно корисними і навіть необхідними. У природі спостерігаються всі перехідні ступені між радикальним паразитизмом і фактичним злиттям організмів.
Теорія ендосимбіогенезу описує виникнення в процесі еволюції «складних» ядерних кліток еукаріот шляхом формування симбіозу простіших форм: випадкового захоплення крупною хижою кліткою дрібніших прокаріот, що згодом продовжили існування усередині крупної клітки, але що втратили частину своєї самостійності і що дали початок мітохондріям і хлоропластам.

### Швидкість встановлення симбіозу
Вважається, що мутуалізм (взаємовигідний симбіоз) двох видів живих істот має формуватися поступово, в результаті довгої коеволюції. Однак експерименти американських біологів показали, що багато видів грибів і одноклітинних водоростей можуть утворювати мутуалістичні системи практично миттєво, без попереднього періоду взаємної адаптації і без будь-яких генетичних модифікацій. Для цього гриб і водорость повинні опинитися в середовищі, де вони будуть один для одного єдиними джерелами необхідних речовин, таких як вуглекислий газ і амоній. Дослідження підтвердило принцип екологічної відповідності, згідно з яким не всі існуючі в природі мутуалістичні системи слід трактувати як результат тривалої попередньої коеволюції.